# Caroline Adderson
Caroline Adderson (* 9. September 1963 in Edmonton, Alberta, Kanada) ist eine kanadische Schriftstellerin, die Romane und Kurzgeschichten verfasst und zweimal den Ethel Wilson Fiction Prize gewinnen konnte.

## Leben
Caroline Adderson wurde am 9. September 1963 in Edmonton, Alberta, geboren. Sie studierte an der University of British Columbia und schloss dort mit einem Grad in Pädagogik ab.
Ihre erste Kurzgeschichtensammlung, Bad Imaginings (1993), gehörte zu der Shortlist des Governor General’s Award for Fiction und gewann 1994 den Ethel Wilson Fiction Prize. Ihr zweiter Roman, Sitting Practise konnte die zu den BC Book Prizes gehörende Auszeichnung 2004 ebenfalls für sich entscheiden. Lediglich Audrey Thomas gewann den Preis bisher dreimal. Darüber hinaus konnte Adderson die CBC Literary Competition bereits dreimal gewinnen. 2006 ehrte man sie mit dem Marian Engel Award, der jährlich an eine Autorin in der Mitte ihrer Karriere vergeben wird, um ihr Gesamtwerk zu würdigen.
Die beiden Literaturkritiker der National Post, Alex Good und Steven W. Beattie, zählten 2010 Caroline Adderson zu den zehn am meisten unterschätzten Schriftstellern Kanadas und hoben insbesondere die Sprache ihrer Romane hervor, die der Dichtkunst nahestehen würde.
Für das renommierte kanadische Literaturmagazin The Malahat Review und dessen Jack Hodgins Founders’ Award for Fiction vertrat sie 2011 die Jury und sprach die Laudatio für Preisträger Kris Bertin und seine Kurzgeschichte Girl On the Fire Escape.

## Werk
Kurzgeschichten
- Bad Imaginings (1993) ISBN 0889841721
- Pleased to Meet You (2006) (Longlist Scotiabank Giller Prize) ISBN 0887622208

Romane
- A History of Forgetting (1999), nominiert für den Rogers Writers’ Trust Fiction Prize
- Sitting Practice (2003) ISBN 0887621295
- The Sky is Falling (2010) Thomas Allen Publishers (Longlist International IMPAC Dublin Literary Award)[6]

Novellen
- Mr. Justice (2005) ISBN 0973588136

Kinderbücher
- Very Serious Children (2007)
- I, Bruno (2007)
- Bruno for Real (2008)
- Jasper John Dooley: Star of the Week (2012)
- Middle of Nowhere (2012)
- Jasper John Dooley: Left Behind  (2013)

## Auszeichnungen und Nominierungen
- 1993: Shortlist, Governor General’s Award for Fiction, für Bad Imaginings
- 1994: Ethel Wilson Fiction Prize, für Bad Imaginings
- 2004: Ethel Wilson Fiction Prize, für Sitting Practice
- 2006: Marian Engel Award
- 2013: Sheila A. Egoff Children’s Literature Prize, für Middle of Nowhere[7]